# Hasely Crawford
Hasely Joachim Crawford (San Fernando, 16. kolovoza 1950.), atletičar s Trinidada i Tobaga. Po njemu u čast nazvan je stadion u glavnom gradu Port of Spainu, Stadion Hasely Crawford.